# دنيس دوناهو
دنيس دوناهو (بالإنجليزية: Dennis Donahue)‏ هو متسابق بياثل أمريكي، ولد في 22 أغسطس 1944 في ميامي في الولايات المتحدة.

## وصلات خارجية
- دنيس دوناهو على موقع أوليمبيديا (الإنجليزية)